# ピーター・クレイグ
ピーター・クレイグ（Peter Craig、1969年11月10日 - ）は、アメリカ合衆国の脚本家、小説家。

## 作品
- ザ・タウン The Town (2010年）- 脚本
- ハンガー・ゲーム FINAL: レジスタンス The Hunger Games: Mockingjay – Part 1 (2014年）- 脚本
- ハンガー・ゲーム FINAL: レボリューション The Hunger Games: Mockingjay – Part 2 (2015年）- 脚本
- ブラッド・ファーザー Blood Father (2016年）- 原作・脚本・製作
- ホース・ソルジャー 12 Strong (2018年）- 脚本
- バッドボーイズ フォー・ライフ Bad Boys for Life（2020年）- 原案・脚本
- 消えない罪 The Unforgivable (2021年）- 脚本
- THE BATMAN-ザ・バットマン- The Batman（2022年）- 脚本
- トップガン マーヴェリック Top Gun Maverick (2022年）- 原案
- ザ・マザー The Mother（2023年）- 脚本
- グラディエーターII 英雄を呼ぶ声 Gladiator II（2024年）- 原案